# 아벨 무조레와
아벨 텐데카이 무조레와(1925년 4월 14일~2010년 4월 8일), 혹은 무조레와 주교는 1979년 로디지아 내부 합의부터 같은 해 랭커스터 하우스 협정 체결까지 짐바브웨 로디지아의 총리였다. 무조레와는 연합 감리 교회 소속의 주교이며 민족주의 지도자였고, 짧은 수개월 동안 총리로 재직하였다.

## 생애
무조레와는 평신도 설교자의 여덟 자식 중 첫째로 태어났으며 무타레 근처의 올드 움탈리의 연합 감리 교회 학교에서 교육받았다. 무조레와는 1943년부터 1947년까지 므레와에서 교사로 재직하였고, 1947년에서 1949년까지 므토코에서 평신도 설교자로 활동하였다. 그는 이후 1949년에서 1952년까지 올드 움탈리 신학대학교에서 신학을 공부하였고 1953년 8월에는 움탈리에서 감리교 목사로 임명되었다. 무조레와는 이후 1955년에서 1958년까지 치두쿠에서 목사로 활동하였다.
무조레와는 미국 미주리주 파이에트에 소재한 중앙 감리대학교에 재학하였다. 당시 그는 아내와 세 아들들과 함께 조립식 기숙사에 거주하였고, 아들들은 흑인 학교에 재학하였다. 무조레와의 막내 아들인 웨슬리와 그의 친구인 마크 엘로드는 아이스크림 매대에 흑인 고객의 수용을 요구하였으나 거부당하였다.
무조레와가 엘로드와 함께 테네시주 내쉬빌의 스카릿 대학교를 방문할 당시 식당에서 입장을 거부당하였고, 이 사건은 그의 자서전에서도 언급된다. 이후 무조레와는 스카릿 대학교에서 문학 석사 과정을 졸업한다.
1963년 7월, 무조레와는 올드 움탈리 목사로 임명되었다. 이듬해 그는 크리스천 청년 운동의 사무국장으로 임명되었고 기독교 위원회의 서열 2위로 추대되었다. 1966년 그는 학생 크리스천 운동의 총무가 되었다. 1968년 보츠와나 마세라에서 무조레와는 연합 감리 교회 로디지아 주교로 임명되었다.

## 아프리카 연합 국민 회의
1971년 영국 정부는 이언 스미스와 제재 해제를 댓가로 "다수결 원칙"의 이행을 합의하였다. 무조레와는 카난 바나나 목사와 함께 합의에 반대하여 아프리카 연합 국민 회의 (United African National Council, UANC)를 창당하였고, "다수결의 결정이 없는 한 독립이 불허된다" (no independence before majority rule, NIMBAR)의 원칙을 제창하였다.
예정되었던 국민투표는 철회되었고 무조레와는 국가적 지도자가 됨에 동시에 국제적인 인물이 되었다. 한편 기존의 반정부 단체들은-은다바닝기 싯홀의 짐바브웨 아프리카 민족 연합과 조슈아 은코모의 짐바브웨 아프리카 인민 연합-은 UANC의 영향력을 받는 단체들로 변모하였다.
그러나 이후 위에 언급한 단체가 게릴라전을 전개하면서, UANC는 로디지아의 유일한 흑인 정당이 되었다.

## 내부 합의

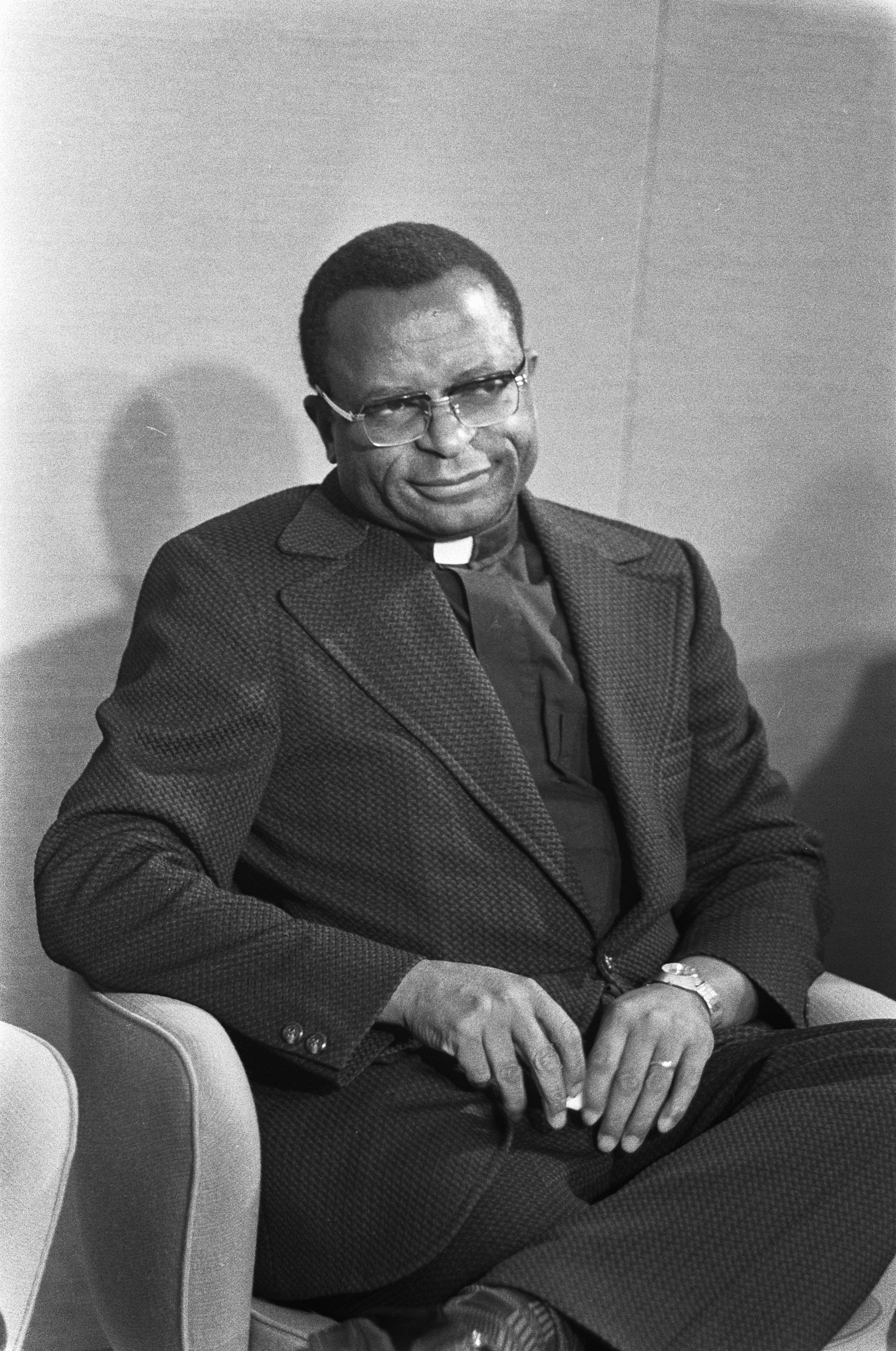
1975년 무조레와의 모습.

1978년 3월 3일, 무조레와, 싯홀, 그리고 망명하지 않은 민족 지도자들이 솔즈버리의 정부 청사에서 협정을 조인하면서, 무조레와, 싯홀, 제레미아 치라우, 그리고 이언 스미스가 함께 새로운 과도정부의 행정 위원회를 구성하였다.
행정위원회는 총선이 실시될 때까지 국정을 총괄하였다. 이후 상원에서 10석, 의회에서 28석, 그리고 내각의 1/4를 소수 백인에게 보장하는 새로운 헌법이 초안되었다. 새로운 헌법은 1979년 1월 백인이 대부분이였던 국민투표에서 통과되었고, 전체 유권자 중 85%가 헌법에 동의하였다.
이후 총선이 열리고 아프리카 통합 국민 회의 (UANC)가 과반석을 차지하였다. 이에 따라 조시아 구메데가 첫 대통령으로 부임하고, 무조레와는 총리로 부임하면서, 로디지아의 국명이 짐바브웨 로디지아로 변경되었다. 그러나, 스미스가 합의를 통해 저지하려 했던 내전이 계속되었다. 무가베와 은코모는 합의를 거부하였고, 무조레와 정권의 적법성을 부정하였다. 한편 ZANU와 ZAPU는 무장 해제를 전제로 총선 참여를 제의받았으나 이도 거부하였다. 무조레와가 주관한 내부 합의는 1978년 유엔 안보리 결의 제423호에서도 규탄되었고, "불법적인 인종차별주의 소수인종 정권"하에 이루어진 어떠한 합의도 "용납될 수 없고 위법하다"라고 평가되었다.

## 랭커스터 하우스 협정
영국 정부는 로디지아의 모든 정당들에게 로디지아 내전에 대한 지속적인 해결책을 찾기 위한 협상을 위해 런던으로 와줄 것을 요청했다. 은코모와 무가베는 "애국 전선" (Patriotic Front, PF) 소속으로 회의에 참석하였다. 회의는 1979년 9월 10일에서 12월 15일까지 당시 영국 외무장관 피터 캐링턴의 주관 하에 진행되었다. 무조레와는 1980년 초에 새로운 선거를 실시하는데 동의하였다. 협정이 조인된 직후 1979년 12월 11일, 무조레와 정권은 이전의 일방적 독립 선언을 폐지하였다. 국제적으로 독립을 인정받기 위해, 로디지아는 선거를 앞두고 다시 한번 영국의 남로디지아 보호형으로 회귀하였다.
1980년 2월 말 총선이 실시되었고, 무가베의 ZANU의 공격적인 유세가 크게 작용하였다. 영국 정부는 ZANU를 랭커스터 하우스 협정을 크게 위반하여 선거의 참여 자격을 의심하였으나, 결국 어떠한 조치도 행하지 않았다. 1980년 3월 4일, 총선은 무가베와 ZANU의 압승으로 끝났다. 한편 무조레와의 UANC는 의회에서 흑인 지정석 80석 중 단 3석에 그쳤다. 무가베의 주도 하에 "짐바브웨 로디지아"는 짐바브웨 공화국, 혹은 "짐바브웨"로 선포되었다.

## 이스라엘 방문, 체포 그리고 단식 투쟁
무조레와는 1983년 10월 21일 이스라엘을 방문하였다. 그는 무가베 정권에 이스라엘과의 수교를 촉구하였고, 무가베 정권의 정책이 짐바브웨의 농업과 기술 산업을 저하하고 있다고 밝혔다. 짐바브웨 정부는 같은 해 11월 1일 무조레와를 남아프리카 공화국과 함께 무가베에 대한 음모를 계획한 혐의로 체포하였다. 이틀 뒤 무가베는 은다바닝기 싯홀과 조슈아 은코모에 '음모'에 대해 경고하였다. 무조레와는 곧바로 단식 투쟁에 임하였고, 11월 3일부터 11일까지 지속되었다.

## 1996년과 2008년 대통령 선거
무조레와는 1996년 대통령 선거에서 무가베와 함께 후보로 경쟁하였으나, 짐바브웨 대법원에서 선거 규정이 비합리적이라 판결하여 선거가 연기되었다. 무조레와는 후보직에 계속하여 남았고 전체 투표 중 4.8%를 득표하였다.
2007년 6월 21일, 무조레와는 짐바브웨 국민들이 자택에 모여 대통령 출마를 권유하였다고 밝혔다. 그는 짐바브웨가 "경제적, 사회적으로 피흘리는 고통을 받고 있다. 국민들의 이야기가 고통스럽다"고 밝혔다. 그러나 무조레와는 2008년 대통령 선거에 출마하지 않았다.

## 사망
무조레와는 2010년 4월 8일 하라레의 자택에서 암으로 84세에 사망하였다. 크리스천 케어의 국장인 포브스 마통가 목사는 무조레와의 업적을 "나라의 독립, 감리교회에서의 헌신, 그리고 무타레에서 아프리카 대학 창립"으로 설명하였다. 정치 평론가 존 마쿰베는 무조레와를 짐바브웨의 "평화의 선구자"로 표현하였다.
무조레와 주교와 그의 아내는 마니칼랜드주 무타레의 올드 무타레 미션 스테이션에 안치되었다.

## 역대 선거 결과
| 선거명      | 직책명          | 대수 | 정당   | 득표율 | 득표수   | 결과 | 당락 |
| ----------- | --------------- | ---- | ------ | ------ | -------- | ---- | ---- |
| 1996년 선거 | 짐바브웨 대통령 | 2대  | 연합당 | 4.80%  | 72,600표 | 2위  | 낙선 |